# Neschwitz (Wüstung)

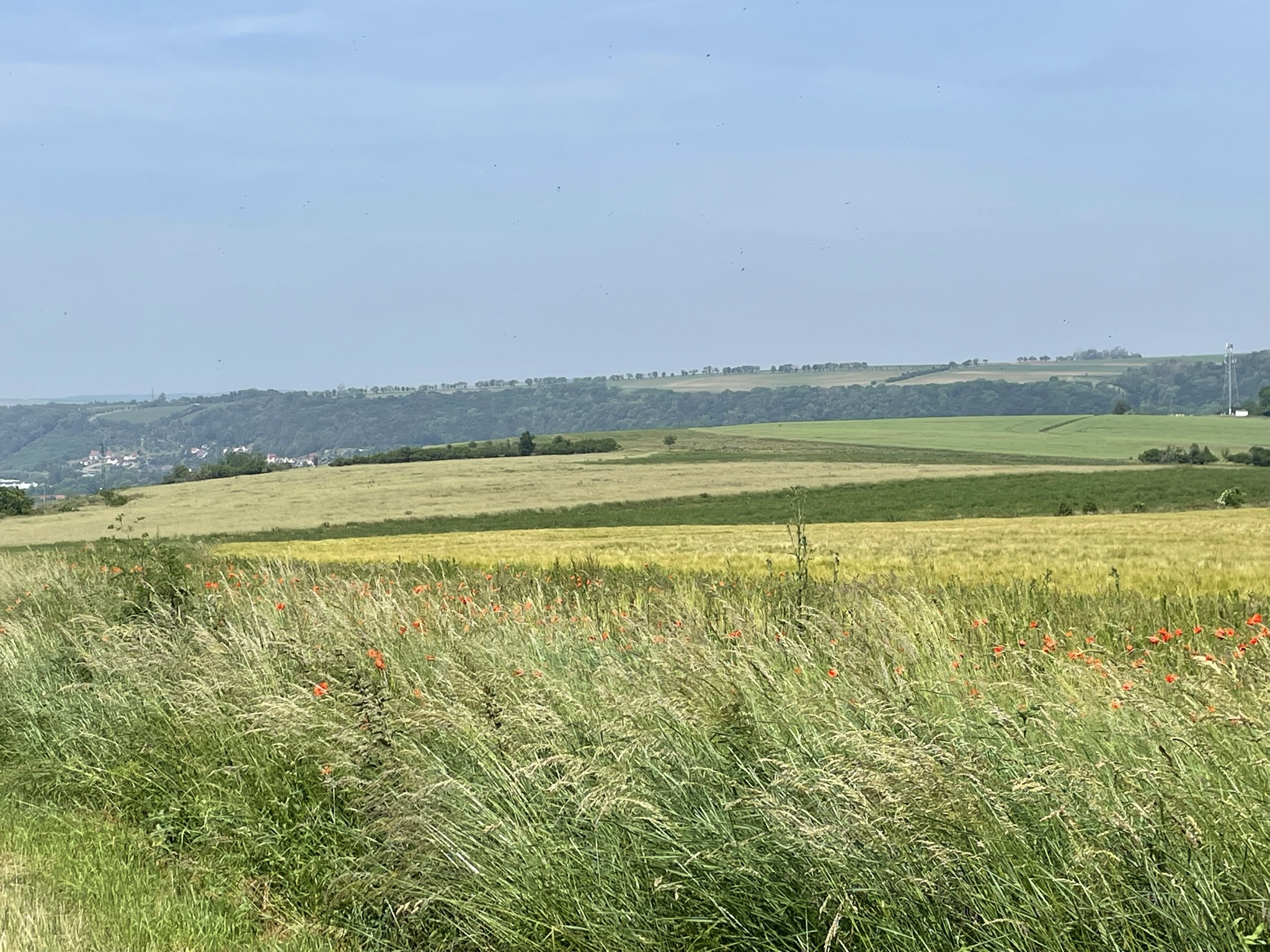
Blick auf die Landschaft bei Neschwitz (Lage ca. Bildmitte)

Neschwitz ist eine Wüstung bei Rödigen, Ortsteil von Naumburg (Saale) im Burgenlandkreis in Sachsen-Anhalt, Deutschland. Der Ort wurde anhand von massenhaft auftretenden Keramikfunden im Zuge der Erkundung zur B 87 (Ortsumfahrung Bad Kösen) an der alten Salzstraße zwischen den Ortslagen Rödigen und Kaatschen verortet.

## Geschichte
Die Wüstung lag an dem seit dem 8. Jahrhundert genutzten Fernhandelsweg Salzstraße, der u. a. die Salinen an der Ilm mit der Region Leipzig und der ferneren Lausitz verband. Aus dem Jahre 1107 wurde in einer Urkunde des Kaisers Heinrich II. ein Niuzellici zusammen mit den alten Namen von Kukulau und Löbschütz erwähnt.
In alten Flurkarten finden sich bis in das 18. Jahrhundert Hinweise auf den Ort, so gibt es bei Rödigen die Nesitzische Holzecke aus dem Jahre 1602 und das Naschwitzer Holz von 1674. Aus dem Jahre 1611 wurde ein Neschwitzer Holz in einer Beschreibung der Grenzsteine des Amtes Camburg überliefert.
Im Zuge der archäologischen Erkundung zur Ortsumfahrung Bad Kösen wurden ab dem Jahre 2018 über 700 Keramikscherben geborgen, die entlang der Trasse sprunghaft auftraten und in das Hoch- bis Spätmittelalter datiert wurden.